# Xã Emmett, Quận Pottawatomie, Kansas
Xã Emmett (tiếng Anh: Emmett Township) là một xã thuộc quận Pottawatomie, tiểu bang Kansas, Hoa Kỳ. Năm 2010, dân số của xã này là 427 người.